# Роллі та Ельф: Неймовірні пригоди
«Роллі та Ельф: Неймовірні пригоди» (фін. Röllin sydän, англ. Quest for a Heart) — анімаційний фільм 2007 року режисер Пекка Лехтосаарі. Він заснований на персонажі Роллі, створеному Аллу Туппурайнен, і хоча це третій фільм Роллі (попередніми фільмами є Роллі: Дивовижні історії з 1991 року та Роллі та лісовий дух з 2001 року), це також перша анімація Роллі. Це також один із перших повнометражних анімаційних фільмів, створених у Фінляндії, до цього в 1979 році була випущена анімаційна адаптація Семеро братів, Санта-Клаус і чарівний барабан вийшов у 1996 році, а Таємниця імператора у 2006 році. З бюджетом понад 5 мільйонів євро, Роллі та Ельф: Неймовірні пригоди є одним із найдорожчих фільмів Фінляндії. В Україні прем'єра фільму відбулася 1 січня 2008 року, в українському прокаті стрічка йшла із російським дубляжем.
Фільм отримав нагороду за найкращу анімацію на Німецькому Schlingel Film Festival у жовтні 2008 року та на Chicago Children's Film Festival в листопаді 2008 року.

## Українське багатоголосе закадрове озвучення
Українською мовою озвучено студією «Так Треба Продакшн» на замовлення телеканалу «Воля Cine+» у 2017 році. Ролі озвучували: Ярослав Чорненький, Роман Чупіс, Роман Семисал і Олена Бліннікова.

## Домашні ЗМІ
Фільм був випущений на DVD у більшості європейських територій, і був звільнений як а[що?] відразу на відео фільм у Великій Британія на DVD від HB Films.